# دیمیو ژادرایف
دیمیو ژادرایف (به قزاقی: Демеу Жадыраев، متولد ۲ نوامبر ۱۹۸۹) کشتی‌گیر فرنگی‌کار تیم ملی قزاقستان است.
از افتخارات وی می‌توان به کسب دو مدال نقره بازی‌های المپیک ۲۰۲۴ پاریس و مسابقات قهرمانی کشتی جهان ۲۰۱۷ اشاره کرد. وی سابقه حضور در المپیک ۲۰۲۰ توکیو را دارد.

## فعالیت حرفه‌ای

### قهرمانی کشتی جهان ۲۰۱۷
ژادرایف در وزن ۷۱ کیلو مسابقات قهرمانی کشتی فرنگی جهان ۲۰۱۷ پاریس حاضر بود که پیتر کارلسون از نروژ، آدام کوراک از روسیه، نورگازی آسانگولوف از قرقیزستان و بالینت کورپاسی از مجارستان را شکست داد و به فینال رسید. وی در فینال به فرانک اشتبلر باخت و به مدال نقره بسنده کرد.

### المپیک ۲۰۲۴ پاریس
ژادرایف در وزن ۷۷ کیلوگرم کشتی آزاد المپیک ۲۰۲۴ پاریس حاضر بود که ژایر کوئرو از کلمبیا، آکژول محموداف از قرقیزستان و سانان سلیمانوف از آذربایجان را شکست داد و به فینال رسید. وی در دیدار نهایی به نائو کوساکا از ژاپن باخت و به مدال نقره رسید.